# Stephen Xu Hongwei
Stephen Xu Hongwei (chiń. 胥紅偉; ur. 16 stycznia 1975) – chiński duchowny katolicki, biskup koadiutor Hanzhong od 2019.

## Życiorys
Święcenia kapłańskie otrzymał 11 lipca 2002.
Został wybrany biskupem ordynariuszem Hanzhong. Sakrę biskupią przyjął z mandatem papieskim 28 sierpnia 2019 z rąk biskupa Josepha Ma Yinglin. 